# NGC 2858
NGC 2858 este o galaxie lenticulară situată în constelația Hidra. A fost descoperită în 3 martie 1864 de către Albert Marth.